# Liste der Bodendenkmale in Sachsenhagen
In der Liste der Bodendenkmale in Sachsenhagen sind die Bodendenkmale der niedersächsischen Gemeinde Sachsenhagen aufgeführt. Die Quelle ist der Denkmalatlas Niedersachsen. 

Sachsenhagen im Landkreis Schaumburg

Der Stand der Liste ist der 21. Januar 2025.

## Allgemein
In den Spalten finden sich folgende Informationen des Bodendenkmales:
| Lage         | geographische Koordinaten                                                           |
| Bezeichnung  | Bezeichnung lt. Denkmalatlas                                                        |
| Beschreibung | Beschreibung lt. Denkmalatlas                                                       |
| ID           | Objekt-ID                                                                           |
| Bild         | Bild, ggf. zusätzlich mit Link zu weiteren Fotos im Medienarchiv Wikimedia Commons. |

## Sachsenhagen
| Lage                        | Bezeichnung                          | Beschreibung | ID       | Bild           |
| --------------------------- | ------------------------------------ | --- | -------- | -------------- |
| 52° 23′ 37″ N, 9° 15′ 54″ O | Sachsenhagen 9, Schloss Sachsenhagen | Spätmittelalterliche bis frühneuzeitliche Wasserburg mit künstlich erhöhtem Haupt- und Vorburgplatz. Die Hauptburg stand auf einem fast quadratischen Hügel mit relativ steilen Böschungen. L. 100 m, H. ca, 2,5 m. Das Gelände der Vorburg schließt sich nach NO an die Hauptburg an, ist jedoch flacher. Umgebende Graft weitgehend verfüllt, im NW, W und S aber noch deutlich zu erkennen. Br. ca. 20 m. Gründung erfolgte wahrscheinlich um 1248 durch Herzog Albrecht von Sachsen. Nach dem Verfall im Laufe des 16. Jh. erfolgte um 1600 der Neuaufbau unter Graf Ernst als Schloss. Bis heute erhalten sind der Turm und das sogenannte Amtshaus aus dem Ende des 16. Jh. | 28967517 | Weitere Bilder |